# Karl Lewartow von Lewartowski
Karl svobodný pán Lewartov von Lewartowski (německy Carl Leopold Freiherr Lewartow von Lewartowski, uváděn též jako Lewartowsky) (19. listopadu 1806 Poznachowice Górne – 22. března 1865 Terst) byl rakouský admirál polského původu. Po krátké službě v armádě vstoupil v roce 1826 k c. k. námořnictvu. Vyznamanel se v revolučních letech 1848–1849 a rychle postupoval v hodnostech. Později byl velitelem námořních základen v Pule a Benátkách a v roce 1858 dosáhl hodnosti kontradmirála. Svou kariéru završil jako zástupce ministra námořnictva (1862–1863), v roce 1864 odešel do penze a krátce poté zemřel. 

## Životopis

Erb rodu Lewartowskich

Pocházel z polského šlechtického rodu, byl synem statkáře barona Johanna Nepomuka Lewartowskiho (1777–1858). Jako haličský stipendista začal v roce 1821 studovat na Technické vojenské akademii ve Vídni a  v roce 1826 krátce sloužil u 30. pěšího pluku, ještě téhož roku přešel k námořnictvu. Jako námořní kadet sloužil na různých lodích a působil také u arzenálu v Benátkách. V roce 1831 se zúčastnil mezinárodních operací v Sýrii proti egyptskému místokráli Muhammadovi Alímu. O rok později získal hodnost praporčíka odpovídající vojenské hodnosti nadporučíka (1832). Sloužil také u obchodního loďstva a absolvoval řadu cest po Středomoří. 
V roce 1843 byl povýšen na fregatního poručíka a krátce velel jednotkám námořní pěchoty v Benátkách, v letech 1845–1846 byl na fregatě SMS Bellona pobočníkem velitele námořní divize. Jako poručík řadové lodi (1848) byl pobočníkem vrchního velitele námořnictva Antona Martiniho. Během revolučních bojů v Itálii se na parníku SMS Custozza zúčastnil blokády Benátek a Ancony (1849), v té době byl již korvetním kapitánem. 
V roce 1850 byl povýšen na fregatního kapitána a zastával funkce u námořních základen v Terstu a Benátkách. V letech 1850–1852 byl velitelem III. námořního okrsku v Zadaru a poté zástupcem velitele námořní základny v Pule (1852–1854). Mezitím byl v roce 1853 povýšen na kapitána řadové lodi. Jako velitel fregaty SMS Venus byl v letech 1854–1855 zároveň velitelem eskadry na Blízkém východě. Poté zastával funkce velitele námořní základny v Pule (1855–1856) a v Benátkách (1856–1857).
Jako přednosta II. technické sekce byl v roce 1857 přidělen k vrchnímu námořnímu velení a k datu 19. listopadu 1858 byl povýšen na kontradmirála. Zároveň odešel do výslužby, ale o několik let později byl znovu povolán do námořní administrace jako sekční šéf na ministerstvu námořnictva, respektive zástupce ministra Friedricha von Burgera (1862–1864). K datu 17. března 1864 byl definitivně penzionován a o rok později zemřel v Terstu, kde byl pochován ve vojenské části hřbitova Sant'Anna. 
Jako příslušník staré polské šlechty užíval titul svobodného pána (baron – Freiherr), který byl rodině potvrzen v roce 1783 po začlenění Haliče k habsburské monarchii. Za účast v revolučních bojích v letech 1848–1849 získal rakouský Řád železné koruny III. třídy (1849) a komandérský kříž papežského Řádu sv. Silvestra (1849). Později se stal ještě nositelem norského Řádu sv. Olafa (1857).
Jeho mladší bratr Heinrich (1811–1875) sloužil v rakouské armádě a proslul především v revolučních letech 1848–1849 organizováním sborů slovenských dobrovolníků proti uherským povstalcům.